# ATP World Tour Finals 2009
L'ATP World Tour Finals 2009 (chiamato anche Barclays ATP World Tour Finals 2009 per motivi di sponsorizzazione) è stato un torneo di tennis indoor che si è disputato a Londra in Gran Bretagna, dal 22 al 29 novembre 2009 sul campo di cemento indoor dell'O2 Arena.
Si è trattata della 40ª edizione per quanto riguarda il torneo di singolare e della 35ª per quanto riguarda quello di doppio, il torneo, che dal 2009 ha cambiato denominazione da Tennis Masters Cup a ATP World Tour Finals, si è disputato in terra britannica per la prima volta dopo quattro edizione consecutive a Shanghai.

## Qualificati

### Singolare
| Sd  | Giocatore             | Punti | Tour | Data qualificazione |
| --- | --------------------- | ----- | ---- | ------------------- |
| 1   | Roger Federer         | 10150 | 15   | 5 luglio            |
| 2   | Rafael Nadal          | 9205  | 17   | 19 maggio           |
| 3   | Novak Đoković         | 7910  | 22   | 10 settembre        |
| 4   | Andy Murray           | 6630  | 18   | 20 agosto           |
| 5   | Juan Martín del Potro | 5985  | 19   | 15 settembre        |
| inj | Andy Roddick          | 4410  | 17   | 20 ottobre          |
| 6   | Nikolaj Davydenko     | 3630  | 22   | 12 novembre         |
| 7   | Fernando Verdasco     | 3300  | 24   | 13 novembre         |
| 8   | Robin Söderling       | 3010  | 26   | 17 novembre         |

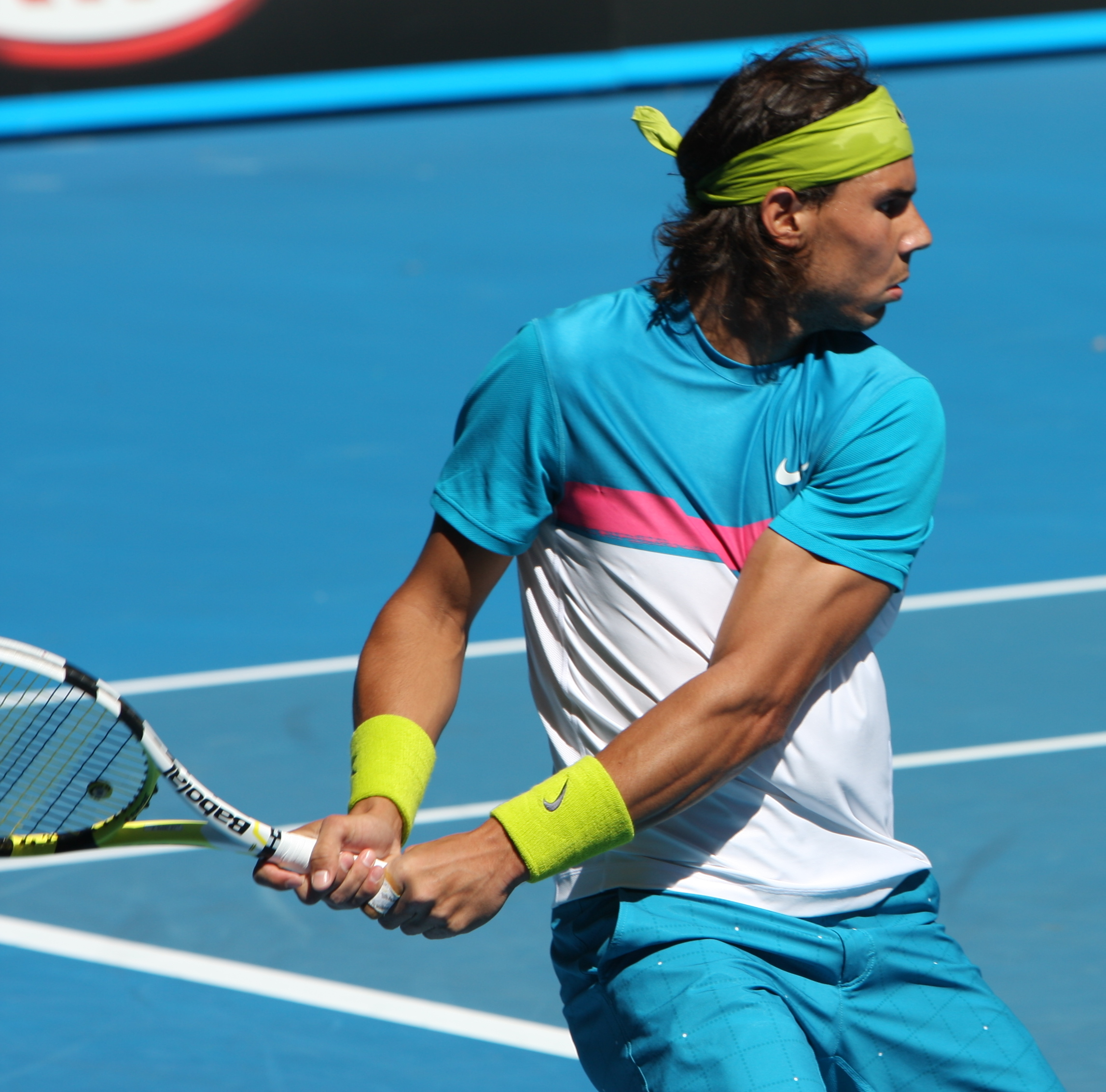
Rafael Nadal ha vinto il suo primo Slam sul cemento agli Australian Open 2009

Il 19 maggio 2009, dopo aver raggiunto la settima finale consecutiva dell'anno al Madrid Open, Rafael Nadal è stato il primo a qualificarsi per il torneo.
Rafael Nadal ha iniziato l'anno vincendo il suo primo torneo del Grande Slam sul cemento: gli Australian Open, battendo in finale Roger Federer per 7–5, 3–6, 7–6, 3–6, 6–2, subito dopo aver battuto Fernando Verdasco in un match durato 5 set e 5 ore e 14 minuti. Subito dopo gli Australian Open ha vinto il Rotterdam Open battendo in finale Andy Murray. Ha perso successivamente contro Murray nella finale dell'Indian Wells Open. Nella stagione sulla terra rossa ha vinto in sequenza 3 titoli: il Monte-Carlo Masters, gli Internazionali BNL d'Italia  e il Barcelona Open. Ha perso poi nella sua quarta finale consecutiva disputata al Madrid Open contro Federer. Si è presentato al Roland Garros come detentore del titolo degli ultimi 4 anni e con una striscia vincente di 31 successivi consecutivi nel torneo parigino, questa striscia è stata interrotta con la sconfitta agli ottavi di finale contro la testa di serie numero 23, Robin Söderling.  Ha saltato il torneo di Wimbledon diventando il primo giocatore dai tempi di Ivanišević a non difendere il titolo, perdendo così la prima posizione del ranking ATP a favore di Federer. Nadal è ritornato nel Masters del Canada ma non ha raggiunto alcuna finale fino allo Shanghai ATP Masters 1000 perdendo contro Nikolaj Davydenko. Ha raggiunto la semifinale agli US Open e al Cincinnati Open. Nadal aveva un record di 4-4 in questo torneo avendo raggiunto la finale nel 2006 e 2007. Quella di questa edizione è stata la sua terza partecipazione al Masters di fine anno.

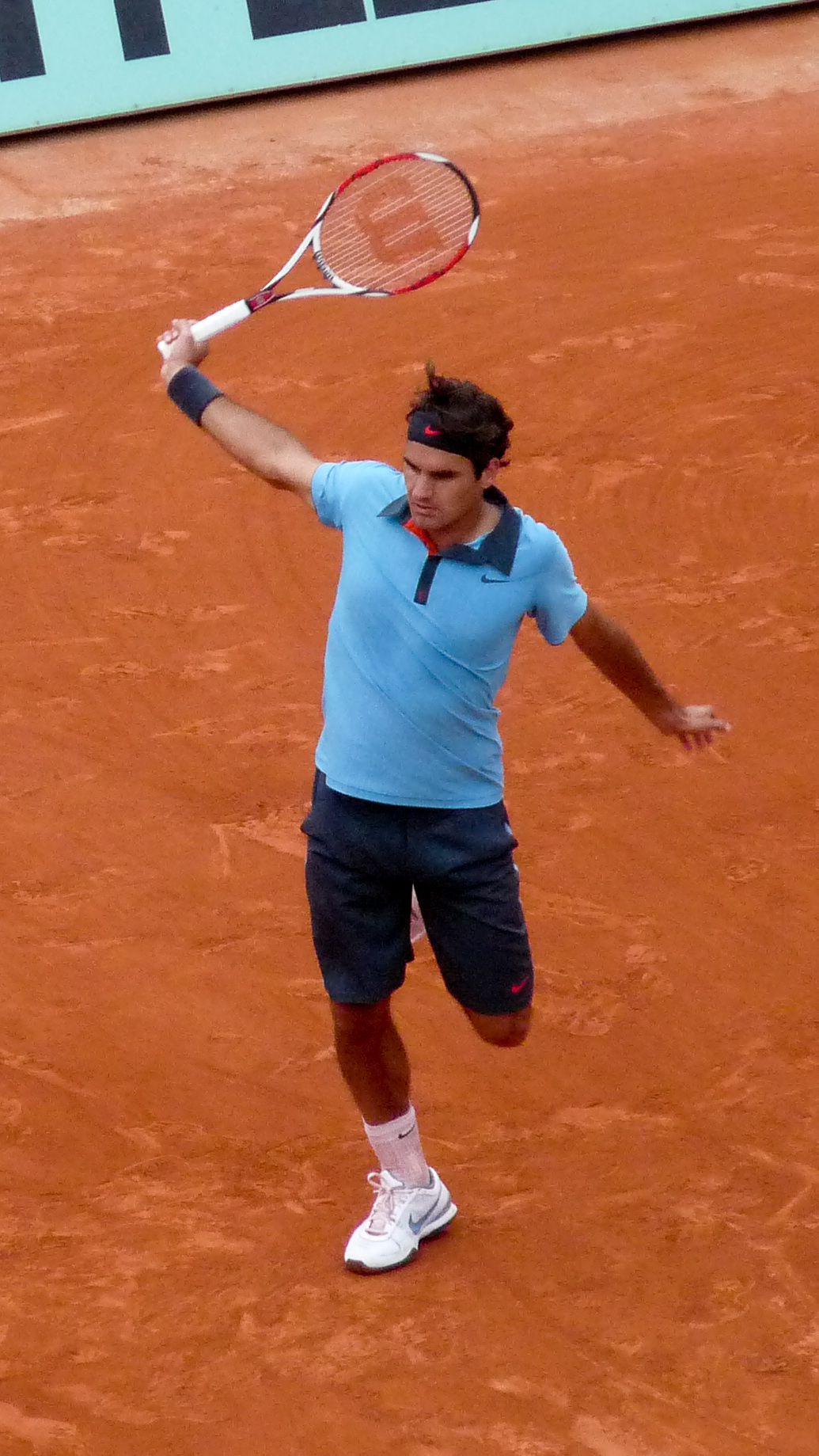
Roger Federer ha vinto il suo primo titolo dello Slam sulla terra rossa agli Open di Francia 2009

Il 5 luglio dopo il Torneo di Wimbledon, Roger Federer, che ha vinto il suo 15º Slam della carriera, battendo in finale Andy Roddick è stato il secondo a qualificarsi per il Masters di fine anno.
Roger Federer ha iniziato la stagione con la finale persa contro Rafael Nadal agli Australian Open. Ha conquistato il primo titolo al Madrid Open battendo nella finale il rivale Nadal. Si è trattata della prima vittoria su Nadal dal 2007 che ha posto fine ad una striscia di 5 vittorie consecutive per il maiorchino negli scontri diretti. Dopo l'uscita di Nadal, Federer ha conquistato l'Open di Francia, battendo in finale Robin Söderling per 6–1, 7–6, 6–4 completando il Career Grand Slam. A Wimbledon Federer ha battuto in finale Andy Roddick. La loro è stata la finale più lunga della storia in termini di game, terminata 5–7, 7–6, 7–6, 3–6, 16–14. Federer con questa vittoria è ritornato numero 1 del mondo superando Pete Sampras, a quota 14 tornei del Grande Slam vinti in carriera nel singolare. Ha vinto il 4º titolo dell'anno al Cincinnati Open battendo Novak Đoković. Ha raggiunto la finale degli US Open dove è stato battuto da Juan Martín del Potro e al Swiss Indoors perdendo contro Djokovic interrompendo una striscia di 3 vittorie consecutive nel torneo svizzero. Ha raggiunto 4 semifinali: agli Internazionali d'Italia, Miami Open, Indian Wells Open e Qatar Open ATP. Prima del torneo aveva un record di 27–5 avendo disputato il torneo nel 2003, 2004, 2006 and 2007. Questa per lui è stata l'ottava apparizione al Masters di fine anno.

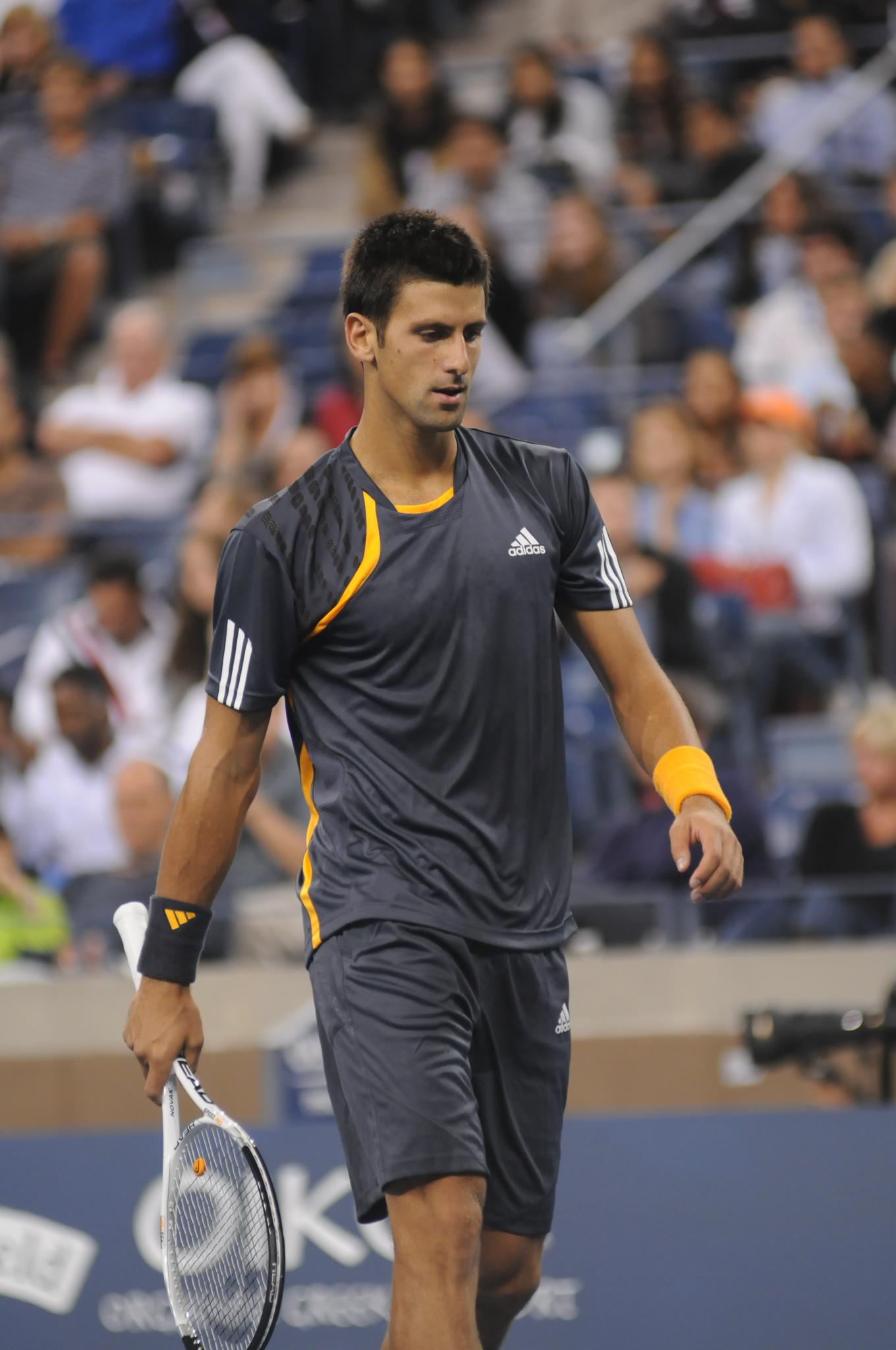
Novak Đoković is the defending champion

Il 10 settembre Novak Đoković, detentore del titolo, si è qualificato per il torneo dopo aver raggiunto la terza semifinale consecutiva agli US Open.
Novak Djokovic ha vinto il primo titolo dell'anno al Dubai Tennis Championships battendo David Ferrer. Ha vinto altri 3 tornei: l'edizione inaugurale del Serbia Open battendo Łukasz Kubot, il China Open battendo Marin Čilić e il Swiss Indoors sconfiggendo Roger Federer. Djokovic si è aggiudicato il suo primo Masters dell'anno: il Paris Masters battendo in finale Gaël Monfils. Ha raggiunto la finale anche al Cincinnati Open, al Halle Open, agli Internazionali d'Italia, Monte-Carlo Masters e al Miami Open. Ha conquistato anche la semifinale agli US Open. Come detentore del titolo aveva un record di 4–4. Per lui è stata la terza presenza nel torneo di fine anno.

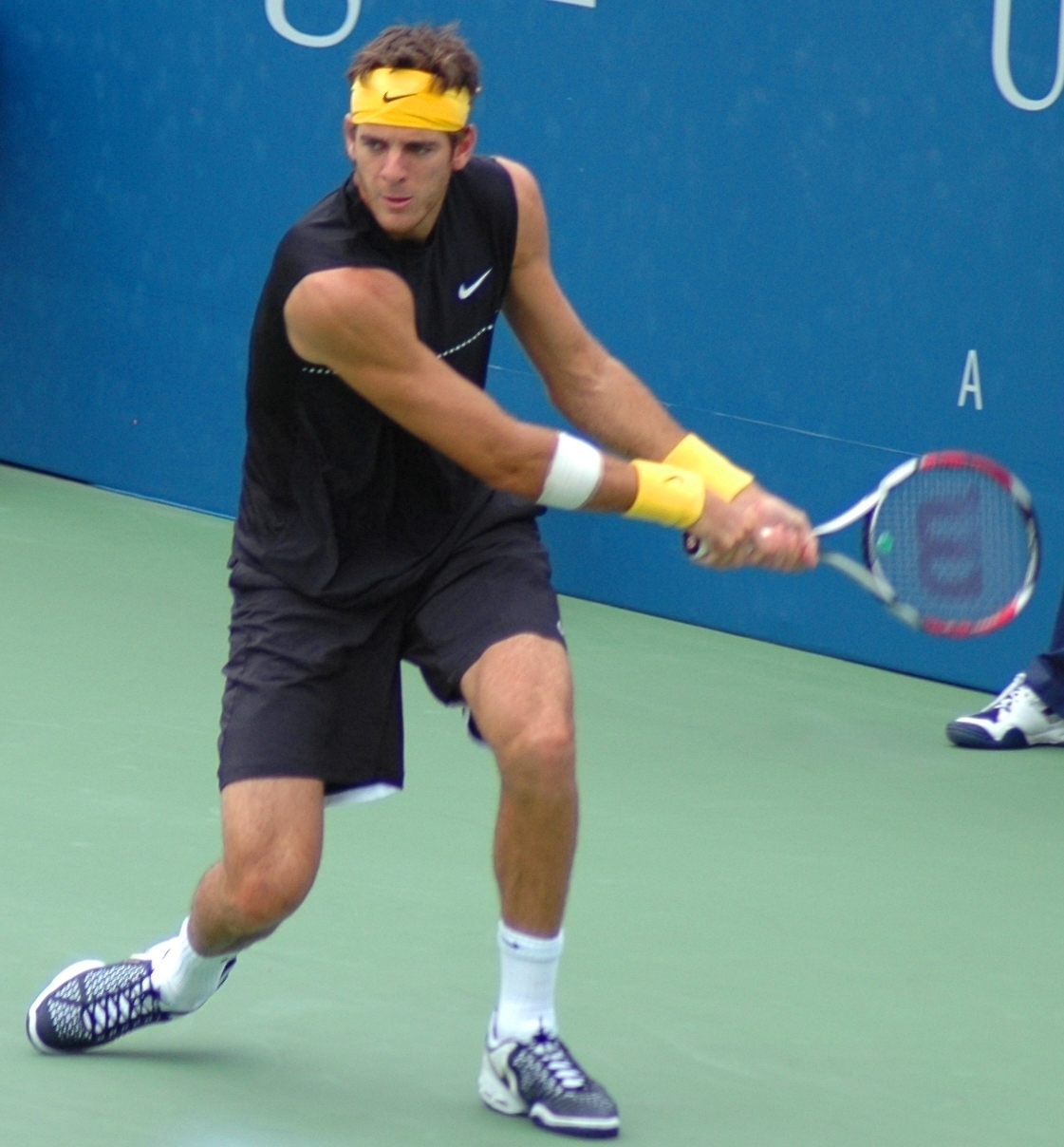
Juan Martín del Potro ha vinto il primo Slam della carriera agli US Open

Il 15 settembre dopo la vittoria agli US Open contro Roger Federer, Juan Martín del Potro si è qualificato per il torneo.
Juan Martín del Potro ha disputato la sua migliore stagione dall'inizio della carriera raggiungendo la quinta posizione del ranking ATP e vincendo gli US Open battendo in finale Roger Federer per 3–6, 7–6, 4–6, 7–6, 6–2. Del Potro è stato il più alto giocatore a vincere un torneo dello Slam e a battere nello stesso Major sia Nadal che Federer. A questo titolo si è aggiunto anche quello all'Heineken Open battendo Sam Querrey, e il Washington Open battendo nell'atto conclusivo Andy Roddick. Ha raggiunto anche la prima finale in un Masters, quella del Canadian Open perdendo contro Andy Murray. Ha raggiunto la semifinale agli Open di Francia perdendo contro Federer. Del Potro prima del torneo aveva un record di 1–2 e questa è stata la sua seconda partecipazione alla manifestazione.

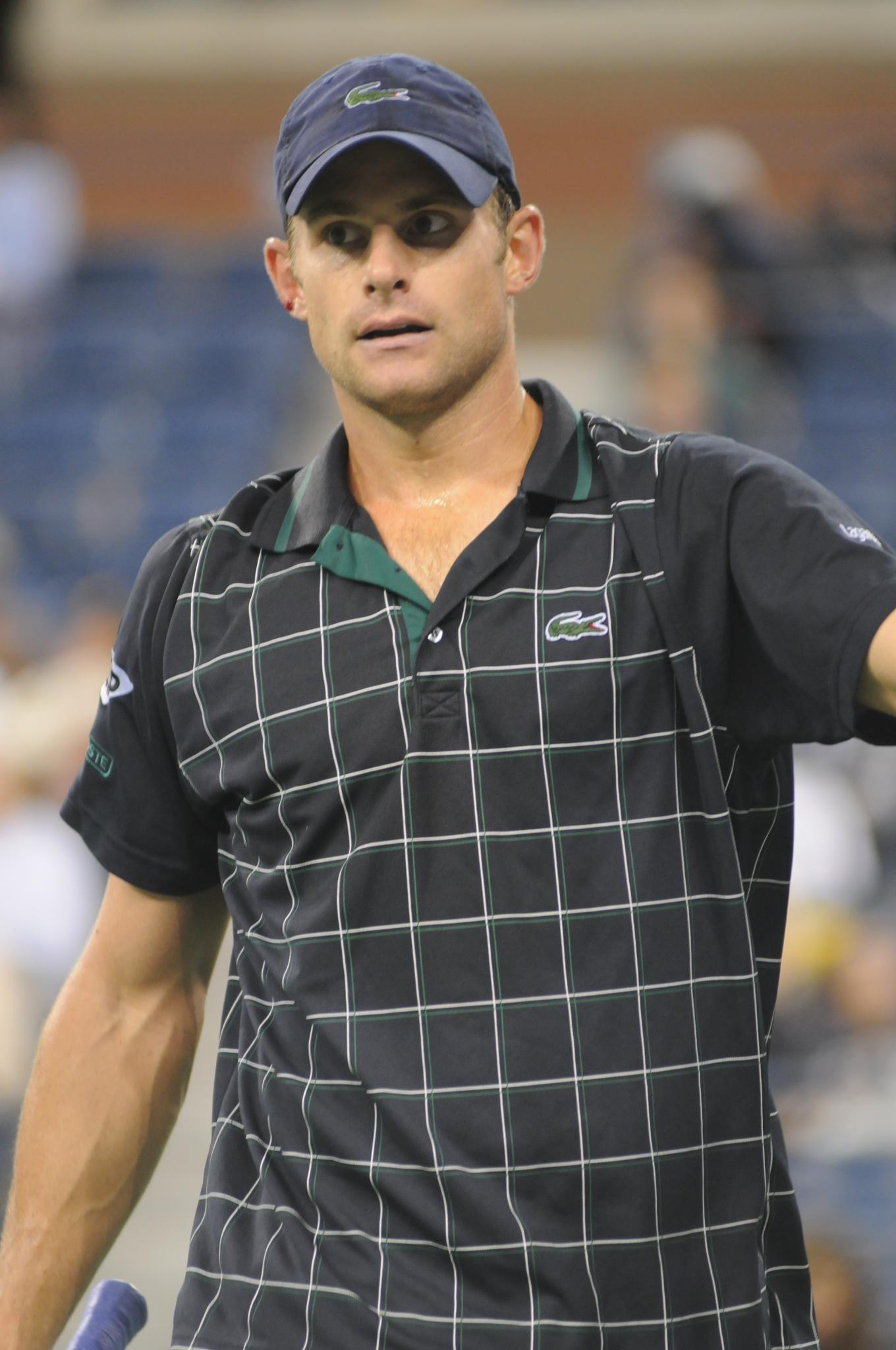
Andy Roddick ha raggiunto la finale a Wimbledon

Il 20 settembre nonostante un'uscita prematura agli US Open, Andy Roddick è stato il sesto giocatore a qualificarsi per il torneo.
Andy Roddick ha vinto il Regions Morgan Keegan Championships battendo in finale Radek Štěpánek. A Wimbledon è arrivato fino in finale battuto solo da Roger Federer. Nel corso del torneo ha battuto l'idolo di casa Andy Murray e l'ex campione Lleyton Hewitt. Ha raggiunto la finale anche al Qatar Open ATP perdendo contro Murray e al Washington Open sconfitto da Juan Martín del Potro. Negli altri Slam ha raggiunto le semifinali agli Australian Open perdendo contro Federer e battendo Novak Đoković. A Parigi ha perso negli ottavi di finale, per la prima volta, sconfitto da Gaël Monfils. Questa sarebbe stata la sesta apparizione al torneo, (la settima qualificazione avendo già saltato l'edizione del 2005). Prima di questa edizione aveva un record di 8–8 avendo raggiunto la semifinale nel 2003, 2004, e 2007. Roddick non ha preso parte al torneo a causa di un infortunio alla gamba sinistra subito durante lo Shanghai Masters.

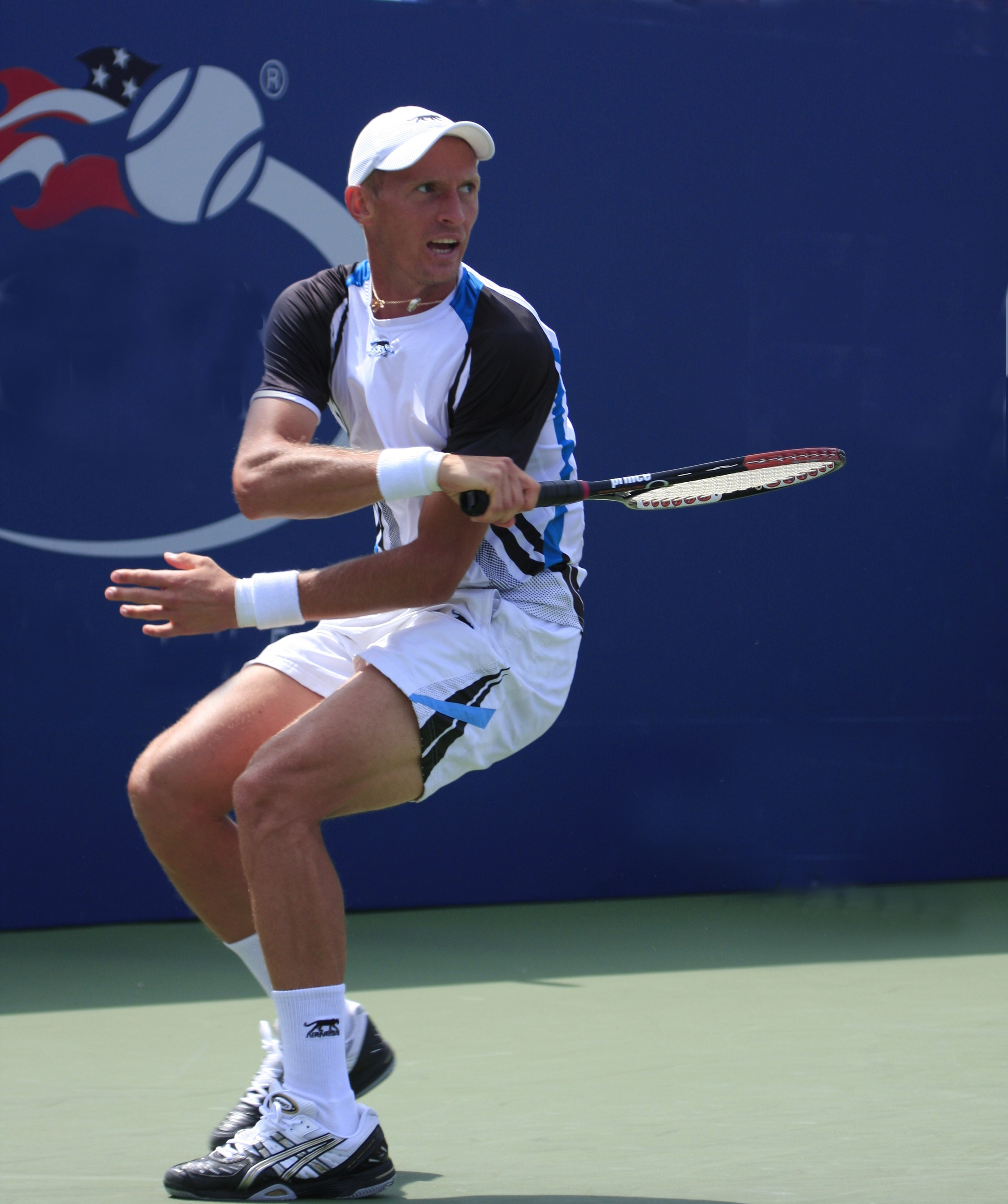
Nikolaj Davydenko ha vinto il suo terzo Masters della carriera allo Shanghai Masters

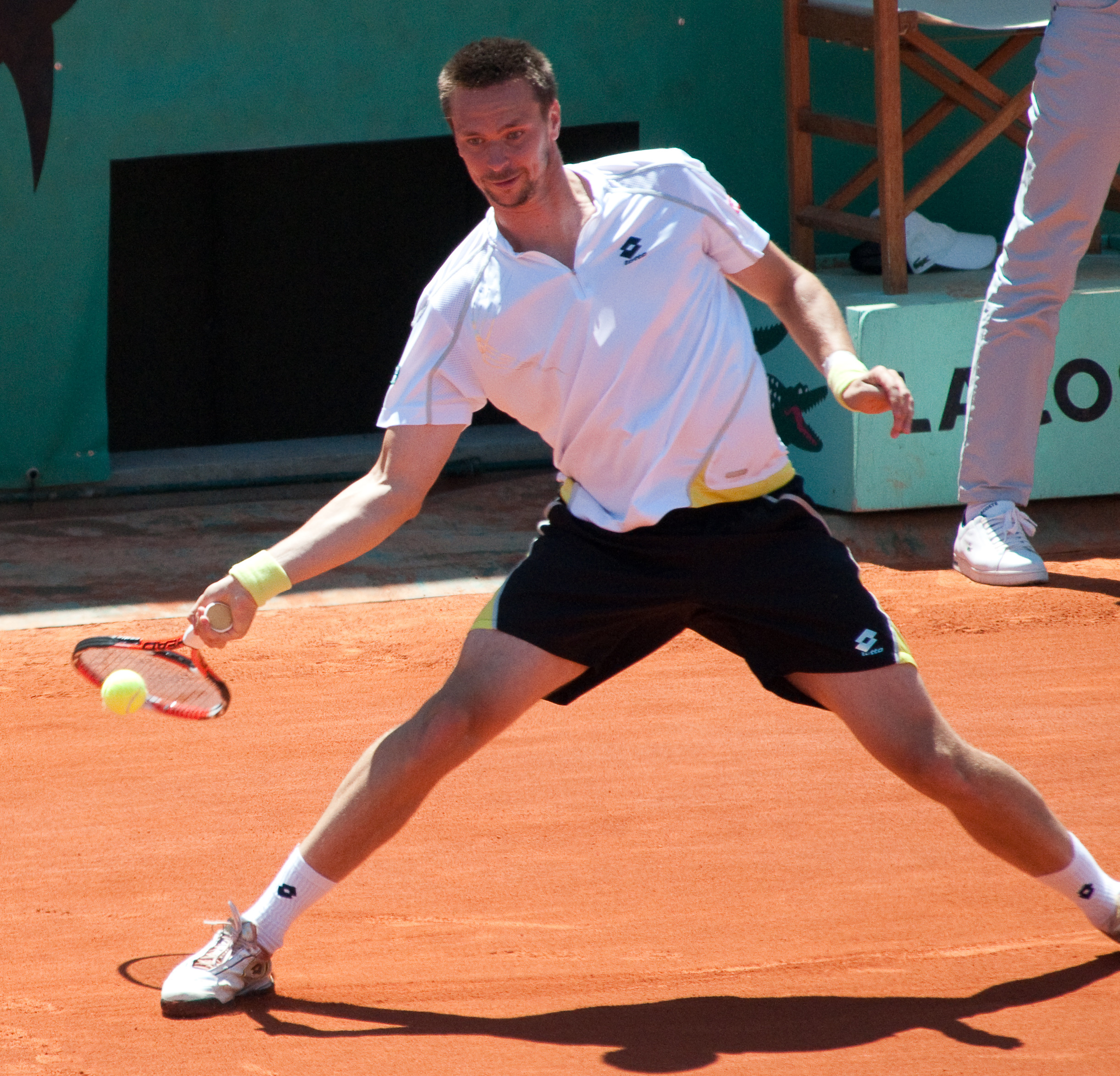
Robin Söderling ha fatto il suo debutto in questo torneo dopo aver disputato la sua migliore stagione dall'inizio della carriera e avendo raggiunto la finale agli Open di Francia

Il 12 novembre dopo la sconfitta di Verdasco contro Čilić nel terzo turno del Paris Masters 2009, il finalista dell'edizione 2008 del torneo, Nikolaj Davydenko, ha conquistato uno dei due posti ancora disponibili per il torneo.
Nikolay Davydenko ha vinto il suo primo torneo all'International German Open battendo Paul-Henri Mathieu. La settimana successiva ha vinto il Croatia Open Umag battendo Juan Carlos Ferrero. Ha conquistato anche la prima edizione del Proton Malaysian Open battendo in finale lo spagnolo Fernando Verdasco. Davydenko ha vinto il terzo Masters della carriera: lo Shanghai ATP Masters 1000 battendo nell'atto conclusivo Rafael Nadal dopo aver battuto Novak Đoković. Ha raggiunto i quarti di finale agli Open di Francia perdendo contro Söderling. Questa è stata la sua quinta partecipazione al torneo dove aveva un record di 8–7. La sua migliore performance prima di questa edizione è stata la finale del 2008 persa contro Novak Đoković.

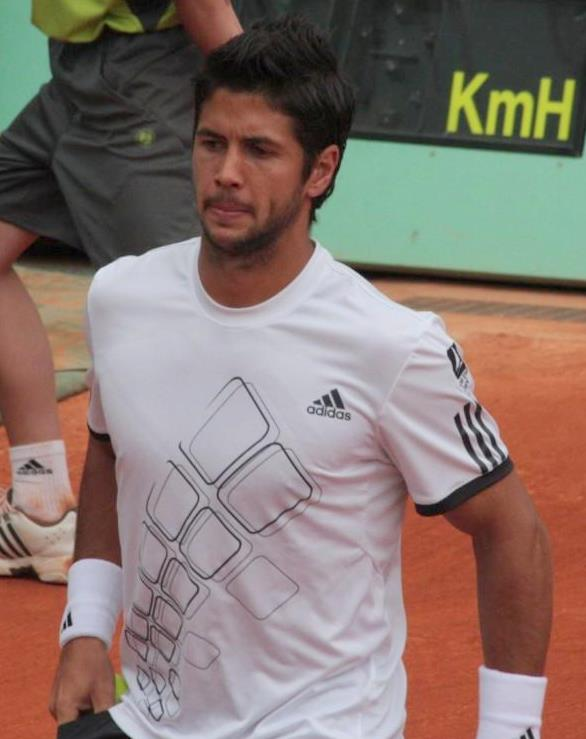
Fernando Verdasco ha fatto il suo debutto in questo torneo

Il 13 novembre dopo che Söderling e Tsonga hanno perso rispettivamente contro Djokovic e Nadal nei quarti di finale del Paris Masters 2009 il semifinalista degli Australian Open Fernando Verdasco ha conquistato l'ultimo posto disponibile per il torneo.
Fernando Verdasco ha iniziato la stagione con la semifinale agli Australian Open perdendo contro Rafael Nadal. Ha conquistato il terzo titolo della carriera: il Pilot Pen Tennis battendo in finale Sam Querrey. Ha raggiunto la finale anche al Brisbane International perdendo contro Radek Štěpánek e al Malaysian Open sconfitto da Nikolaj Davydenko. Per Verdasco questa partecipazione è stata la prima della carriera.
Dopo la defezione di Andy Roddick, Robin Söderling ha preso il posto dello statunitense.
Robin Söderling ha raggiunto la finale dell'Open di Francia, dopo essere stato il primo giocatore della storia a battere Rafael Nadal (negli ottavi di finale) nel torneo parigino. L'unico titolo dell'anno per lui è stato lo Swedish Open dove ha battuto in finale Juan Mónaco. Ha raggiunto altre 4 semifinali: all'Heineken Open, al Malaysian Open, al China Open, e all'Stockholm Open. Per Soderling si è trattato del debutto nel torneo.
Le due riserve del torneo erano: Jo-Wilfried Tsonga vincitore di 3 titoli nel corso dell'anno: il SA Tennis Open contro Jérémy Chardy, L'Open 13 contro Michaël Llodra e l'AIG Japan Open Tennis Championships contro Michail Južnyj. La sua migliore prestazione in un torneo dello Slam è stata il raggiungimento dei quarti di finale degli Australian Open dove ha perso contro Fernando Verdasco. La seconda riserva era Fernando González, vincitore del Movistar Open 2009 su José Acasuso per 6–1 6–3. Ha raggiunto la semifinale negli Open di Francia battuto da Robin Söderling.

### Doppio
| Rk | Giocatori                            | Punti | Tour | Data qualificazione |
| -- | ------------------------------------ | ----- | ---- | ------------------- |
| 1  | Daniel Nestor Nenad Zimonjić         | 10510 | 24   | 5 luglio            |
| 2  | Bob Bryan Mike Bryan                 | 9680  | 24   | 5 luglio            |
| 3  | Mahesh Bhupathi Mark Knowles         | 5950  | 19   | 10 settembre        |
| 4  | Lukáš Dlouhý Leander Paes            | 5740  | 15   | 10 settembre        |
| 5  | František Čermák Michal Mertiňák     | 3670  | 32   | 11 novembre         |
| 6  | Łukasz Kubot Oliver Marach           | 3660  | 22   | 9 novembre          |
| 7  | Maks Mirny Andy Ram                  | 3550  | 15   | 11 novembre         |
| 8  | Mariusz Fyrstenberg Marcin Matkowski | 3335  | 26   | 13 novembre         |

Nel gruppo A Daniel Nestor e Nenad Zimonjić sono stati i primi a qualificarsi per il Masters di fine anno e sono stati sorteggiati insieme a Mahesh Bhupathi e Mark Knowles, František Čermák e Michal Mertiňák e Marcin Matkowski e Mariusz Fyrstenberg. Nestor e Zimonjic nel corso dell'anno hanno vinto 9 titoli. Mahesh Bhupathi e Mark Knowles hanno partecipato come teste di serie numero 3, hanno raggiunto la finale agli Australian Open e agli US open e hanno vinto il Canadian Open. František Čermák e Michal Mertiňák hanno partecipato come teste di serie numero 5: nel corso dell'anno hanno vinto cinque titoli. Mariusz Fyrstenberg e Marcin Matkowski sono entrati nel tabellone come teste di serie numero 8.
Nel gruppo B ci sono stati i gemelli Bob e Mike Bryan che nel corso dell'anno hanno vinto l'Australian Open e sei titoli in totale. Lukáš Dlouhý e Leander Paes sono entrati nel tabellone come teste di serie numero 4. Andy Ram e Maks Mirny hanno fatto coppia per il primo anno, sono entrati nel tabellone come teste di serie numero 7. Łukasz Kubot e Oliver Marach nel corso dell'anno hanno vinto 3 titoli nel corso dell'anno, sono stati l'ultima coppia ad entrare nel tabellone.

## Montepremi e punti
| Turno                    | Singolare | Doppio1   | Punti |
| ------------------------ | --------- | --------- | ----- |
| Campione                 | +770 000$ | +125 000$ | +500  |
| Finalista                | +380 000$ | +30 000$  | +400  |
| Round Robin (3 vittorie) | 480 000$  | 122 500$  | 600   |
| Round Robin (2 vittorie) | 360 000$  | 100 000$  | 400   |
| Round Robin (1 vittoria) | 240 000$  | 87 500$   | 200   |
| Round Robin (0 vittorie) | 120 000$  | 65 000$   | 0     |
| Alternative              | 70 000$   | 25 000$   | -     |

- 1 Montepremi per tutta la squadra.

## Round Robin

### Giorno 1: 22 novembre 2009
Nella partita d'aperturan nel primo incontro del gruppo A lo scozzese Andy Murray ha battuto il vincitore degli US Open 2009, l'argentino Juan Martín del Potro con il punteggio di 6–3, 3–6, 6–2. il match è durato complessivamente 69 minuti. Lo svizzero Roger Federer ha sconfitto lo spagnolo Fernando Verdasco, sempre nel gruppo A, in tre set con il punteggio di 4–6, 7–5, 6–1.
| Incontri disputati nella O2 arena | Incontri disputati nella O2 arena            | Incontri disputati nella O2 arena        | Incontri disputati nella O2 arena |
| Gruppo                            | Vincitore                                    | Perdente                                 | Punteggio                         |
| --------------------------------- | -------------------------------------------- | ---------------------------------------- | --------------------------------- |
| Gruppo A Doppio                   | Mariusz Fyrstenberg [8] Marcin Matkowski [8] | Daniel Nestor [1] Nenad Zimonjić [1]     | 6–4, 6–4                          |
| Gruppo A Singolare                | Andy Murray [4]                              | Juan Martín del Potro [5]                | 6–3, 3–6, 6–2                     |
| Gruppo A Doppio                   | Mahesh Bhupathi [3] Mark Knowles [3]         | František Čermák [5] Michal Mertiňák [5] | 6–3, 6–3                          |
| Gruppo A Singolare                | Roger Federer [1]                            | Fernando Verdasco [7]                    | 4–6, 7–5, 6–1                     |
| 1º match alle 13:30 CEST          |                                              |                                          |                                   |

### Giorno 2: 23 novembre 2009
Nel primo incontro del gruppo B lo spagnolo Rafael Nadal è stato sconfitto dallo svedese Robin Söderling con il punteggio di 6-4, 6-4. Nell'altra partita del gruppo B il serbo Novak Đoković ha avuto la meglio sul russo Nikolaj Davydenko sconfitto in tre set con il punteggio di 3–6, 6–4, 7–5.
| Incontri disputati nella O2 arena | Incontri disputati nella O2 arena  | Incontri disputati nella O2 arena | Incontri disputati nella O2 arena |
| Gruppo                            | Vincitore                          | Perdente                          | Punteggio                         |
| --------------------------------- | ---------------------------------- | --------------------------------- | --------------------------------- |
| Gruppo B Doppio                   | Maks Mirny [7] Andy Ram [7]        | Bob Bryan [2] Mike Bryan [2]      | 6–4, 6–4                          |
| Gruppo B Singolare                | Robin Söderling [8]                | Rafael Nadal [2]                  | 6-4 6-4                           |
| Gruppo B Doppio                   | Łukasz Kubot [6] Oliver Marach [6] | Lukáš Dlouhý [4] Leander Paes [4] | 6–4, 7–6(3)                       |
| Gruppo B Singolare                | Novak Đoković [3]                  | Nikolaj Davydenko [6]             | 3–6, 6–4, 7–5                     |
| 1º match alle 13:30 CEST          |                                    |                                   |                                   |

### Giorno 3: 24 novembre 2009
L'argentino Juan Martín del Potro ha battuto lo spagnolo Fernando Verdasco con il punteggio complessivo di 6-4, 3-6, 7-6 (7-1). Nel gruppo A lo svizzero Roger Federer ha avuto la meglio sullo scozzese Andy Murray sconfitto per 3-6 6-3 6-1.
| Incontri disputati nella O2 arena | Incontri disputati nella O2 arena        | Incontri disputati nella O2 arena            | Incontri disputati nella O2 arena |
| Gruppo                            | Vincitore                                | Perdente                                     | Punteggio                         |
| --------------------------------- | ---------------------------------------- | -------------------------------------------- | --------------------------------- |
| Gruppo A Doppio                   | Mahesh Bhupathi [3] Mark Knowles [3]     | Mariusz Fyrstenberg [8] Marcin Matkowski [8] | 3–6, 6–3, 10–7                    |
| Gruppo A Singolare                | Juan Martín del Potro [5]                | Fernando Verdasco [7]                        | 6–4, 3–6, 7–6(1)                  |
| Gruppo A Doppio                   | František Čermák [5] Michal Mertiňák [5] | Daniel Nestor [1] Nenad Zimonjić [1]         | 6–3, 6–4                          |
| Gruppo B Singolare                | Roger Federer [1]                        | Andy Murray [4]                              | 3–6, 6–3, 6–1                     |
| 1º match alle 13:30 CEST          |                                          |                                              |                                   |

### Giorno 4: 25 novembre 2009
Lo svedese Robin Söderling ha ottenuto la seconda vittoria nel girone A battendo nel suo secondo match del torneo il serbo Novak Đoković per 7–6(5), 6–1. Lo spagnolo Rafael Nadal è stato sconfitto al russo Nikolaj Davydenko in 2 set con il punteggio di 6-1 7-6 (7-4) con questa sconfitta è stato definitivamente eliminato.
| Incontri disputati nella O2 arena | Incontri disputati nella O2 arena  | Incontri disputati nella O2 arena | Incontri disputati nella O2 arena |
| Gruppo                            | Vincitore                          | Perdente                          | Punteggio                         |
| --------------------------------- | ---------------------------------- | --------------------------------- | --------------------------------- |
| Gruppo B Doppio                   | Łukasz Kubot [6] Oliver Marach [6] | Maks Mirny [7] Andy Ram [7]       | 4–6, 6–4, [16–14]                 |
| Gruppo B Singolare                | Robin Söderling [8]                | Novak Đoković [3]                 | 7–6(5), 6–1                       |
| Gruppo B Doppio                   | Bob Bryan [2] Mike Bryan [2]       | Lukáš Dlouhý [4] Leander Paes [4] | 6–3, 6–4                          |
| Gruppo B Singolare                | Nikolaj Davydenko [6]              | Rafael Nadal [2]                  | 6–1, 7–6(4)                       |
| 1º match alle 13:30 CEST          |                                    |                                   |                                   |

### Giorno 5: 26 novembre 2009
Lo scozzese Andy Murray ha sconfitto in tre set lo spagnolo Fernando Verdasco che ha perso con il punteggio di 6-4, (4) 6-7, 7–6(3). Con questa sconfitta Verdasco è definitivamente eliminato dal torneo. La testa di serie numero 5, l'argentino Juan Martín del Potro, ha battuto la testa di serie numero 1 Roger Federer che è riuscito a vincere il secondo set al tiebreak ma ha comunque perso per 6–2, 6(5)–7, 6–3.
| Incontri disputati nella O2 arena | Incontri disputati nella O2 arena        | Incontri disputati nella O2 arena            | Incontri disputati nella O2 arena |
| Gruppo                            | Vincitore                                | Perdente                                     | Punteggio                         |
| --------------------------------- | ---------------------------------------- | -------------------------------------------- | --------------------------------- |
| Gruppo A Doppio                   | Daniel Nestor [1] Nenad Zimonjić [1]     | Mahesh Bhupathi [3] Mark Knowles [3]         | 6–4, 7–6(9)                       |
| Gruppo A Singolare                | Andy Murray [4]                          | Fernando Verdasco [7]                        | 6–4, 6–7(4), 7–6(3)               |
| Gruppo A Doppio                   | František Čermák [5] Michal Mertiňák [5] | Mariusz Fyrstenberg [8] Marcin Matkowski [8] | 6–4, 6–4                          |
| Gruppo A Singolare                | Juan Martín del Potro [5]                | Roger Federer [1]                            | 6–2, 6–7(5), 6–3                  |
| 1º match alle 13:30 CEST          |                                          |                                              |                                   |

### Giorno 6: 27 novembre 2009
Lo spagnolo Rafael Nadal, ormai eliminato dal torneo, ha perso il suo terzo match che lo vedeva contrapposto al serbo Novak Đoković che ha vinto con il punteggio di 7-6, 6-3. Il russo Nikolaj Davydenko ha sconfitto lo svedese Robin Söderling che ha perso con il punteggio di 7-6, 4-6, 6-3. Con questa vittoria Davydenko è passato in semifinale.
| Incontri disputati nella O2 arena | Incontri disputati nella O2 arena | Incontri disputati nella O2 arena  | Incontri disputati nella O2 arena |
| Gruppo                            | Vincitore                         | Perdente                           | Punteggio                         |
| --------------------------------- | --------------------------------- | ---------------------------------- | --------------------------------- |
| Gruppo B Doppio                   | Maks Mirny [7] Andy Ram [7]       | Lukáš Dlouhý [4] Leander Paes [4]  | 7–6(1), 6–4                       |
| Gruppo B Singolare                | Novak Đoković [3]                 | Rafael Nadal [2] vs                | 7–6(5), 6–3                       |
| Gruppo B Doppio                   | Bob Bryan [2] Mike Bryan [2]      | Łukasz Kubot [6] Oliver Marach [6] | 6–3, 6–4                          |
| Gruppo B Singolare                | Nikolaj Davydenko [6]             | Robin Söderling [8]                | 7–6(4), 4–6, 6–3                  |
| 1º match alle 13:30 CEST          |                                   |                                    |                                   |

## Fase finale

### Giorno 7: 28 novembre 2009
Nella 7ª giornata Lo svizzero Roger Federer è stato sconfitto in semifinale dal russo Nikolaj Davydenko con il punteggio di 6-2, 4-6, 7-5. Nell'altra semifinale Juan Martín del Potro ha avuto la meglio sullo svedese Robin Söderling che è uscito definitivamente dal torneo sconfitto per 6(1)–7, 6-3, 7–6(3).
| Incontri disputati nella O2 arena | Incontri disputati nella O2 arena | Incontri disputati nella O2 arena        | Incontri disputati nella O2 arena |
| Gruppo                            | Vincitore                         | Perdente                                 | Punteggio                         |
| --------------------------------- | --------------------------------- | ---------------------------------------- | --------------------------------- |
| Semifinali Doppio                 | Maks Mirny [7] Andy Ram [7]       | František Čermák [5] Michal Mertiňák [5] | 6–4, 7–6(4)                       |
| Semifinali Singolare              | Nikolaj Davydenko [6]             | Roger Federer [1]                        | 6–2, 4–6, 7–5                     |
| Semifinali Doppio                 | Bob Bryan [2] Mike Bryan [2]      | Mahesh Bhupathi [3] Mark Knowles [3]     | 6–4, 6–4                          |
| Semifinali Singolare              | Juan Martín del Potro [5]         | Robin Söderling [8]                      | 6–7(1), 6–3, 7–6(3)               |
| 1º match alle 13:30 CEST          |                                   |                                          |                                   |

### Giorno 8: 29 novembre 2009
Il russo Nikolaj Davydenko ha vinto per la prima volta questo torneo battendo in finale per 6-3 6-4 l'argentino Juan Martín del Potro.
I gemelli statunitensi Bob e Mike Bryan hanno vinto il Masters di doppio battendo in finale per 7–6(5) 6-3 il bielorusso Maks Mirny e l'israeliano Andy Ram.
| Incontri disputati nella O2 arena | Incontri disputati nella O2 arena | Incontri disputati nella O2 arena | Incontri disputati nella O2 arena |
| Gruppo                            | Vincitore                         | Perdente                          | Punteggio                         |
| --------------------------------- | --------------------------------- | --------------------------------- | --------------------------------- |
| Finale Doppio                     | Bob Bryan [2] Mike Bryan [2]      | Maks Mirny [7] Andy Ram [7]       | 7–6(5), 6–3                       |
| Finale Singolare                  | Nikolaj Davydenko [6]             | Juan Martín del Potro [5]         | 6–3, 6–4                          |
| 1º match alle 13:30 CEST          |                                   |                                   |                                   |

## Campioni

### Singolare
|  | Semifinali | Semifinali            | Semifinali | Semifinali | Semifinali |  |  | Finale | Finale                | Finale                | Finale | Finale |  |
|  |            |                       |            |            |            |  |  |        |                       |                       |        |        |  |
|  | 1          | Roger Federer         | 2          | 6          | 5          |  |  |        |                       |                       |        |        |  |
|  | 6          | Nikolaj Davydenko     | 6          | 4          | 7          |  |  | 6      | Nikolaj Davydenko     | Nikolaj Davydenko     | 6      | 6      |  |
|  | 5          | Juan Martín del Potro | 6(1)       | 6          | 7          |  |  | 5      | Juan Martín del Potro | Juan Martín del Potro | 3      | 4      |  |
|  | 8          | Robin Söderling       | 7          | 3          | 63         |  |  |        |                       |                       |        |        |  |

### Doppio
|  | Semifinali | Semifinali                       | Semifinali                       | Semifinali | Semifinali |  |  | Finale | Finale               | Finale               | Finale | Finale |  |
|  |            |                                  |                                  |            |            |  |  |        |                      |                      |        |        |  |
|  | 3          | Mahesh Bhupathi Mark Knowles     | Mahesh Bhupathi Mark Knowles     | 4          | 4          |  |  |        |                      |                      |        |        |  |
|  | 2          | Bob Bryan Mike Bryan             | Bob Bryan Mike Bryan             | 6          | 6          |  |  | 2      | Bob Bryan Mike Bryan | Bob Bryan Mike Bryan | 7      | 6      |  |
|  | 7          | Maks Mirny Andy Ram              | Maks Mirny Andy Ram              | 6          | 7          |  |  | 7      | Maks Mirny Andy Ram  | Maks Mirny Andy Ram  | 65     | 3      |  |
|  | 5          | František Čermák Michal Mertiňák | František Čermák Michal Mertiňák | 4          | 64         |  |  |        |                      |                      |        |        |  |